# 2012 en sports équestres
Chronologie des sports équestres
- 2011 en sports équestres - 2012 en sports équestres - 2013 en sports équestres

Cet article présente les faits marquants de l'année 2012 en sports équestres.

## Événements

### Février
- 3 au 5 février : Jumping International de Bordeaux (France)[1].

### Mars
- 30 mars au 1er avril : 2de édition du CPEDI*** de Deauville en Équitation handisport[2].

### Avril
- 22 avril : Rich Fellers remporte sur Flexible la finale de la coupe du monde de saut d'obstacles 2011-2012[3].

### Juillet
- 28 juillet au 9 août : les épreuves d’équitation aux Jeux olympiques d'été de 2012 se déroulent au Greenwich Park de Londres[4].

### Août
- 17 août : l'Allemagne remporte la coupe des nations de saut d'obstacles 2012 au terme d'un circuit en plusieurs manches qui s'est déroulé entre le 11 mai au 17 août 2012.
- 30 août au 4 septembre : les épreuves d’équitation aux Jeux paralympiques d'été de 2012 se déroulent à Londres.

### Octobre
- 11 au 14 octobre : l'Allemagne remporte la coupe des nations de concours complet 2012 à l'issue de la dernière étape de Boekelo (Pays-Bas).

### Novembre
- 11 novembre : l'équipe de France est sacrée championne du monde de horse-ball, à Montpellier (France)[5].